# Ven conmigo, ven / Los marineros besan y se van
Ven conmigo, ven / Los marineros besan y se van es un sencillo de la cantante, escritora y docente griega Danai Stratigopoulou, lanzado en 1971 bajo el sello chileno DICAP, y perteneciente a su álbum Istros (Danai canta a Neruda), lanzado dos años antes por la misma casa discográfica, y que contó con los arreglos y dirección musical del compositor Luis Advis.
Ambas canciones están basadas en poemas del ganador del Premio Nobel de Literatura, el chileno Pablo Neruda. El lado A en el poema «Farewell», de su libro Crepusculario, y el lado B en «El río y el monte», de Los versos del Capitán.

## Lista de canciones
Todas las letras escritas por Pablo Neruda, toda la música compuesta por Danai Stratigopoulou. 
| Lado A |                    |          |  |
| N.º    | Título             | Duración |  |
| 1.     | «Ven conmigo, ven» | 2:54     |  |

| Lado B |                                |          |  |
| N.º    | Título                         | Duración |  |
| 2.     | «Los marineros besan y se van» | 2:33     |  |
| 5:27   |                                |          |  |